# Niccolò Cecconi
Niccolò Cecconi (Firenze, 1835 – Firenze, 1901) è stato un pittore italiano.

## Biografia
Figlio di Giuseppe, pittore, nel 1851 si iscrisse ai corsi dell'Accademia di belle arti di Firenze. Si fece notare per le copie di dipinti antichi, conservati nei musei fiorentini e come ritrattista. Eseguì nel 1879 una copia del Ritratto di Galileo Galilei, dipinto da Justus Sustermans e conservato agli Uffizi.
Realizzò nel 1859 un ritratto di Carlo Collodi in uniforme, che è conservato nel Gabinetto Disegni e Stampe degli Uffizi. Scelse di dipingere anche soggetti differenti, come scene di genere, allegorie, soggetti religiosi e rappresentazioni di gusto orientalista.
Contemporaneo ad artisti come Giovanni Fattori, Silvestro Lega, Adriano Cecioni, che avevano studiato nella stessa Accademia, preferì guardare al purismo senese, piuttosto che ai macchiaioli. Insieme ad un gruppo di pittori aprì uno studio a Firenze, in via delle Belle Donne.
Dal 1861 espose a Firenze i suoi dipinti, che erano apprezzati dal pubblico perché gradevoli, decorativi, luminosi. Tra questi, Il fior d'amore (1871), Le prime impressioni (1872), Un articolo di Yorick (1880). Nel 1883 espose a Roma Il contrabbasso dello zio e nel 1884 fu presente a Torino, all’Esposizione Generale, con il delicato dipinto Alla mia regina.
Il periodico Il Raffaello, nel 1878, così ricordava un episodio che lo aveva visto protagonista:

### Altre sue opere
- I cantanti,
- Una semplice proposta,
- La Vergine e la stella
- Venere e Amore
- Al pozzo
- Casa delle Amazzoni
- San Michele Arcangelo respinge il regalo di Tobia
- Nascita di Gesù, 1860
- Le bolle di sapone
- La preghiera, 1866
- I fratelli della Misericordia soccorrono una ragazza suicida